# The Homy Hogs
Homy Hogs var ett punkband från Upplands-Bro som med vissa avbrott existerade från 1979 till 1988. Tillhör de svenska pionjärbanden inom hardcorepunk tillsammans med band som till exempel Huvudtvätt, Anti Cimex och Mob 47. Detta gäller framför allt deras tidiga alster, albumet Nöje For Nekrofiler från 1981, kassetten Ljudfientlighet från samma år och EP:n Smash Overdose från 1982. Därefter spelade de mer reguljär punkrock, och gjorde även några inspelningar och ett album under namnet Werewolves on Wheels, idéinfluerade av olika konceptalbum med band med fingerade namn. Namnet, som togs från titeln på deras demo-LP från 1986, är i sin tur taget från en skräckfilm från 1970-talet. Med visst utbyte av material släpptes den 1988 som Werewolves on Wheels vs. Everything that moves. Homy Hogs gjorde en återföreningsspelning på Gärdetfestivalen 1991 och en på Apromus 1992. De förekommer också som seriefigurer i serier av Joakim Lindengren. 2008 återutgavs låtarna från kassett-EP:n Smash Overdose på en split-EP, tillsammans med Fylgja. Det första albumet Nöje för nekrofiler spelades in och producerades 1981 av Mats “Subbe” Söderberg och släpptes på bandets DIY-etikett No Records. LT och Görrdis startade senare skivbolaget Burn Records och drev det tillsammans med Fredrik Lindgren. 1997 gjorde LT ett gästinhopp och körade på några låtar på albumet The Downhill Blues av punkbandet Loud Pipes, med medlemmar från bland annat Unleashed, Entombed och Merciless. Palle Krüger har spelat med en rad olika band i Norge efter sin tid i Homy Hogs, gjort soloalbum, och har även spelat med Staffan Hellstrand. Bland annat på albumet Elektriska gatan.

## Medlemmar
- LT Hog (Carl Thunberg) - Gitarr/Sång
- Gördis (Göran Käll) - Bas/Trummor
- Palle Krüger - Trummor/Gitarr
- Pettan Enöga (Peter Danielsson) - Sång/Bas
- Drulle Moschta (Olle Ede) - Sång
- Kirran (Patrik Christiansson) - Sång
- Stanke - Sång
- Porra (Pontus Lindengren) - Bas/Gitarr
- Nandor Hegedüs - Bas/Sång

## Diskografi
- 1981 - Nöje för nekrofiler (LP)
- 1982 - Smash Overdose (Kassett-EP)
- 1983 - Homy Hogs wanna destroy (Singel)
- 1986 - Werewolves on Wheels (Demo-LP)
- 1987 - Homy Hogs wanna destroy (Maxi-singel)
- 2002 - Killed By Hardcore Vol. 3  (LP; VA)
- 2008 - Smash Overdose (EP; split med Fylgja)

## Diskografi som Werewolves on Wheels
- 1988 - Werewolves on Wheels wanna destroy (Maxi-singel)
- 1988 - High Drive/Rokker Triplane (Singel)
- 1988 - Werewolves on Wheels vs. everything that moves (LP)
- 1992 - King Kong 2 (EP; split med Union Carbide Productions och G.O.L.D.)